# Hideto Inoue
Hideto Inoue (井上 秀人 Inoue Hideto?, nacido el 27 de junio de 1982 en Ehime) es un exfutbolista japonés. Jugaba de centrocampista y su último club fue el Ehime FC de Japón.

## Trayectoria

### Clubes
| Club     | País  | Año         |
| -------- | ----- | ----------- |
| Ehime FC | Japón | 2005 - 2008 |